# Alexandre-César-Louis d'Estourmel
Alexandre-César-Louis, comte d'Estourmel, né le 29 mars 1780 à Paris (Île-de-France) et décédé le 27 avril 1852 à Suzanne (Somme), est un militaire, diplomate et homme politique français.

## Biographie
Fils de Louis Marie d'Estourmel, député aux États généraux de 1789, député de la Somme sous l'Empire, et de Philiberte Renée de Galard Béarn, il intègre en 1799 l'armée française que son père sert aussi. et fait la seconde campagne d'Italie.
Il devient secrétaire de légation après la paix d'Amiens, prend part à une mission en Orient, puis à la légation près le Cercle de Basse-Saxe.
En 1805, il rentre sous les drapeaux, puis combat en Allemagne, il sert à la bataille d'Essling, à celle de Wagram, puis en Espagne et au Portugal.
Attaché à l'état-major de Berthier, il est promu chef d'escadrons.
Le 17 juillet 1810, Napoléon le fait chevalier de l'Empire.
Il est envoyé comme secrétaire d'ambassade au congrès de Prague, en 1813.
Il quitte l'armée au retour des Bourbons, en 1814, et est élu, le 22 août 1815, député du Nord, au collège de département. Dans la Chambre introuvable, il fait partie de la minorité, est l'un des neuf députés qui votent contre la loi d'amnistie, et prend la défense de l'armée.
L'âge d'éligibilité ayant été porté à quarante ans, il ne peut être réélu en 1816.
Le comte d'Estourmel est réélu à la Chambre le 28 janvier 1822. Il reprend sa place dans l'opposition, aux côtés du général Foy, dont il était l'ami, mais échoue, le 13 novembre 1822, dans le 5e arrondissement du Nord, à Maubeuge contre Louis de Préseau d'Hugémont.
Redevenu député de Cambrai, le 23 juin 1830, il adhère à la révolution de juillet 1830, signe, dans les journées de juillet, avec 28 de ses collègues, une proclamation favorable au nouveau régime, exerçant toute son influence en faveur de l'avènement de Louis-Philippe.
Dès lors, il prête à la monarchie de Juillet l'appui constant de ses votes, se prononçant en faveur du ministère Casimir Perier et des cabinets qui suivirent.
En 1831, il est, durant quelques mois, ministre plénipotentiaire en Colombie.
Il obtient sa réélection, le 5 juillet 1831, à Cambrai, et est chargé, au commencement de 1833, d'une mission diplomatique relative à l'indemnité de 25 millions réclamée par les États-Unis.
Il est rappelé après l'insulte faite à Adolphe Barrot, consul de France à Carthagène des Indes.
Cette double situation de député et de ministre plénipotentiaire inspira au journal La Tribune, dont le gérant venait d'être condamné par la Chambre des députés à trois ans de prison et dix mille francs d'amende, d'amères observations : citant notamment le cas de d'Estourmel, La Tribune fit remarquer qu'il y avait à la Chambre 122 députés-fonctionnaires qui touchaient annuellement en traitements légaux plus de deux millions, et cela pour des fonctions qu'ils ne pouvaient remplir.
À la Chambre, d'Estourmel continue de voter le plus souvent avec la majorité ministérielle.
Il appuie en août 1830 la proposition de Victor d'Estutt de Tracy d'abolir la peine de mort, se prononce pour l'abaissement du cens électoral à 200 francs.
Il est réélu député du Nord le 21 juin 1834, mais échoue au renouvellement de 1837. Il se retire alors de la vie politique.

### Œuvre
Il est l'auteur d'une pièce de théâtre La Manie des Arts, qui fut jouée au théâtre Feydeau, à Paris.

### Distinctions
- Chevalier de l'ordre de Saint Jean de Jérusalem
- Chevalier de la Légion d'honneur (1809)
- Chevalier de l'ordre du mérite militaire de Bavière (1810)
- Chevalier de l'ordre royal et militaire de Saint-Louis (1815)

### Mariage
Il épouse à Paris le 30 novembre 1822 Cécile Élisabeth Desprez, morte à Versailles le 7 août 1847 à l'âge de 72 ans, dont il n'a pas d'enfant. Fille de Nicolas Louis Desprez et Marie Catherine Denys, elle est veuve en premières noces de Claude Marie Louis Emmanuel Carbon de Flins des Oliviers.

### Sources
« Alexandre-César-Louis d'Estourmel », dans Adolphe Robert et Gaston Cougny, Dictionnaire des parlementaires français, Edgar Bourloton, 1889-1891 [détail de l’édition]